# Juan Antonio Martínez

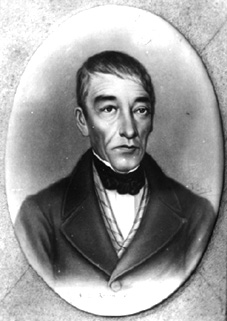
Juan Antonio Martínez

Juan Antonio Martínez († 30. April 1854 in Guatemala-Stadt) war 1848 kurzzeitig guatemaltekischer Präsident.

## Leben
Martínez war ein wohlhabender Kaufmann und Bankier mit gemäßigt liberaler Gesinnung, aber ohne jede politische Erfahrung, als er am 16. August 1848 von der guatemaltekischen Nationalversammlung zum Präsidenten gewählt wurde. Seiner Wahl vorausgegangen war der von der Liberalen Partei erzwungene Rücktritt des konservativen Präsidenten Rafael Carrera. Da Carrera zwar zurückgetreten war, jedoch nach wie vor über erhebliche Machtmittel verfügte, wollte sich in der angespannten Situation, die zu einem bewaffneten Konflikt zu eskalieren drohte, keiner der profilierten liberalen Führer für die Nachfolge zur Verfügung stellen. Daher fiel die Wahl auf den bis dahin weitgehend unbekannten Martínez. Aufgrund seiner politischen Unerfahrenheit war Martínez jedoch nicht in der Lage, sich gegenüber der konservativen Opposition oder auch nur gegenüber den verschiedenen Flügeln der eigenen Partei zu behaupten. Nach gerade einmal 100 Tagen im Amt trat er daher am 28. November zurück und musste eine „unwiderrufliche Verzichtserklärung“ auf das Präsidentenamt unterschreiben.